# The Little Hero of Holland
The Little Hero of Holland er en amerikansk stumfilm fra 1910.